# Doktryna zamku
Doktryna zamku (prawo zamku, prawo obrony mieszkania) – doktryna prawna pochodzenia amerykańskiego, stosowana w Stanach Zjednoczonych oraz niektórych innych państwach. Według niej jeśli do miejsca zamieszkania wtargnie intruz, mieszkaniec ma prawo użyć wobec niego siły w celach obronnych. Dotyczy to obrony siebie, swoich bliskich lub swojej własności. Mieszkaniec ma prawo również zabić intruza, jeśli uzna to za konieczne.

## Warunki, które muszą zostać spełnione
By doktryna zamku mogła zostać użyta, muszą być spełnione określone warunki:
- intruz musi się znajdować w danym miejscu niezgodnie z prawem,
- mieszkaniec musi się tam znajdować zgodnie z prawem,
- mieszkaniec musi być pewien, że intruz ma zamiar zranić lub zabić mieszkańca, bez uprzedniego prowokowania go,
- w niektórych krajach: mieszkaniec musi najpierw spróbować uciec bez użycia siły.